# Košarkaška liga Srbije
La Košarkaška liga Srbije in serbo Кошаркашка лига Србије? è la massima serie del campionato serbo di pallacanestro. Ora si chiama Lega Serba di Pallacanestro Meridianbet.

## Storia
Quando la Serbia faceva parte della Jugoslavia socialista le squadre locali partecipavano al campionato jugoslavo. Con la dissoluzione della Jugoslavia e la nascita della Repubblica Federale di Jugoslavia nel 1992, le squadre serbe e montenegrine continuarono a giocare in quel campionato, sebbene quest'ultimo si chiamasse ancora prima divisione jugoslava.
Nel 2003 la Repubblica Federale di Jugoslavia fu rinominata Serbia e Montenegro e il campionato nazionale cambiò nome in prima divisione serbomontenegrina. Con la separazione del Montenegro dalla Serbia, nel maggio 2006, è nato il campionato di pallacanestro serbo, che è partito nella stagione 2006-2007.
Da allora è incontrastato il dominio del Partizan Belgrado, che ha vinto otto campionati consecutivi, mentre negli ultimi anni è tornata alla ribalta la Stella Rossa.

## Albo d'oro
- 2006-2007  Partizan (1º)
- 2007-2008  Partizan (2º)
- 2008-2009  Partizan (3º)
- 2009-2010  Partizan (4º)
- 2010-2011  Partizan (5º)
- 2011-2012  Partizan (6º)
- 2012-2013  Partizan (7º)
- 2013-2014  Partizan (8º)
- 2014-2015  Stella Rossa (1º)
- 2015-2016  Stella Rossa (2º)
- 2016-2017  Stella Rossa (3º)
- 2017-2018  Stella Rossa (4º)
- 2018-2019  Stella Rossa (5º)
- 2019-2020 non assegnato
- 2020-2021  Stella Rossa (6º)
- 2021-2022  Stella Rossa (7º)
- 2022-2023  Stella Rossa (8º)
- 2023-2024  Stella Rossa (9º)
- 2024-2025  Partizan (9º)

## Vittorie per club
| Club         | Titolo | Città    | Anno                                                 |
| ------------ | ------ | -------- | ---------------------------------------------------- |
| Stella Rossa | 9      | Belgrado | 2015, 2016, 2017, 2018, 2019, 2021, 2022, 2023, 2024 |
| Partizan     | 9      | Belgrado | 2007, 2008, 2009, 2010, 2011, 2012, 2013, 2014, 2025 |

## Premi
- Košarkaška liga Srbije MVP
- Košarkaška liga Srbije MVP playoffs